# NGC 2650
NGC 2650 este o infrared source⁠(d) situată în constelația Ursa Mare. A fost descoperită în 30 septembrie 1802 de către William Herschel. Se află la o distanță de 56,48 de megaparseci de Pământ.